# 5508 Ґоміоу
5508 Ґоміоу (5508 Gomyou) — астероїд головного поясу, відкритий 9 березня 1988 року.
Тіссеранів параметр щодо Юпітера — 3,261.